# Böttcherstraße 23 (Stralsund)
Das Gebäude mit der postalischen Adresse Böttcherstraße 23 ist ein denkmalgeschütztes Bauwerk in der Böttcherstraße in Stralsund.

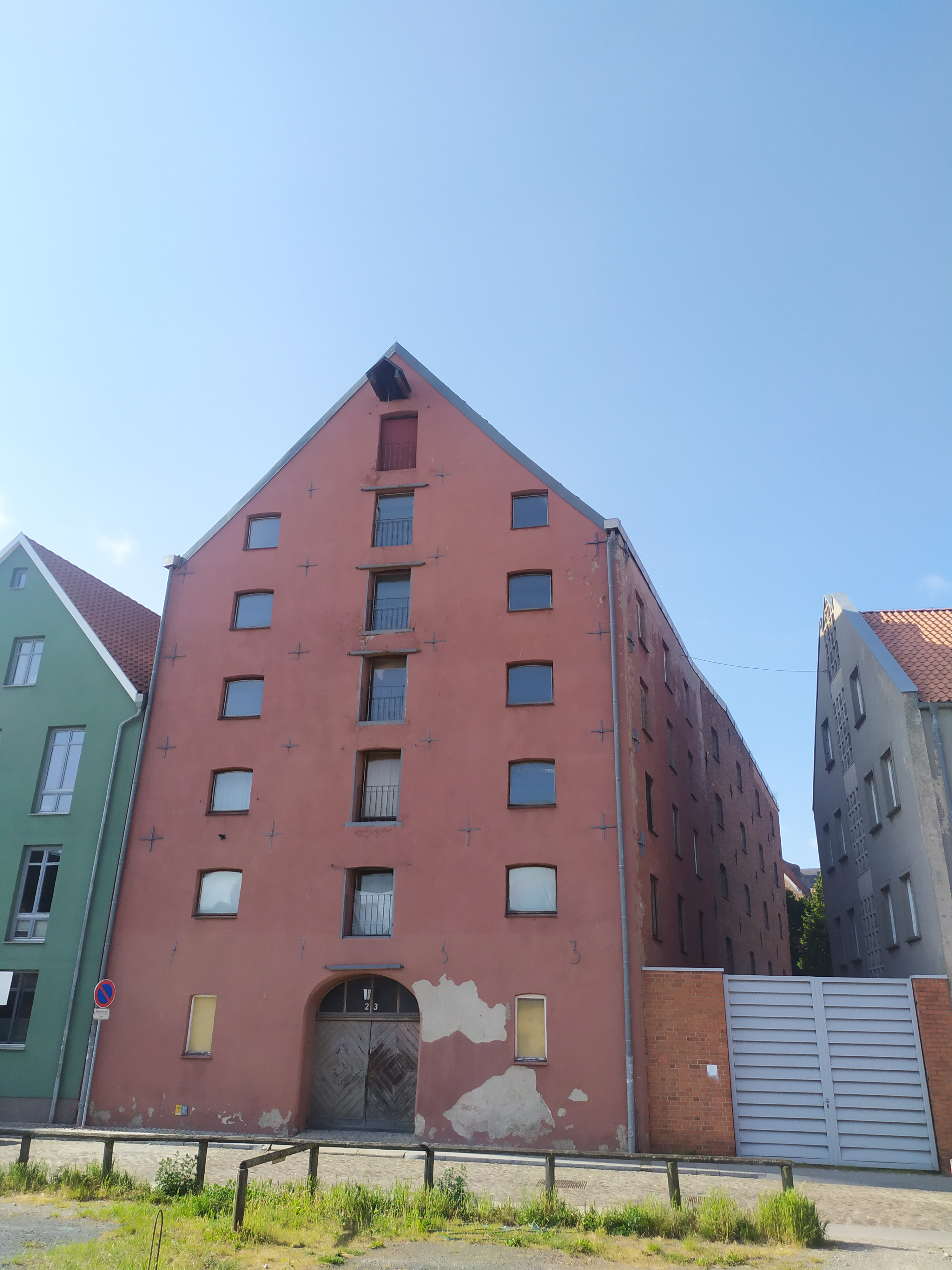
Das Haus Böttcherstraße 23 in Stralsund (2023)

Das fünfgeschossige, verputzte Giebelhaus wurde im Jahr 1753 als Speichergebäude errichtet; im Jahr 1801 wurde es nach Norden hin erweitert. Die schlichte Fassade weist ein mittiges korbbogiges Portal auf, darüber sind sechs Luken angeordnet und eine Aufzugsvorrichtung.
Das Haus liegt im Kerngebiet des von der UNESCO als Weltkulturerbe anerkannten Stadtgebietes des Kulturgutes „Historische Altstädte Stralsund und Wismar“. In die Liste der Baudenkmale in Stralsund ist es mit der Nr. 118 eingetragen.
Bis 2014 wurde der ehemalige Speicher als Außenstelle des Kulturhistorischen Museums Stralsund genutzt. Da die Brandschutzauflagen im Gebäude nicht erfüllt waren, wurde der Speicher im Februar 2014 für den Besucherverkehr geschlossen. Die Stadt Stralsund als Eigentümerin möchte das Gebäude veräußern.